# ファニー・チェッリート

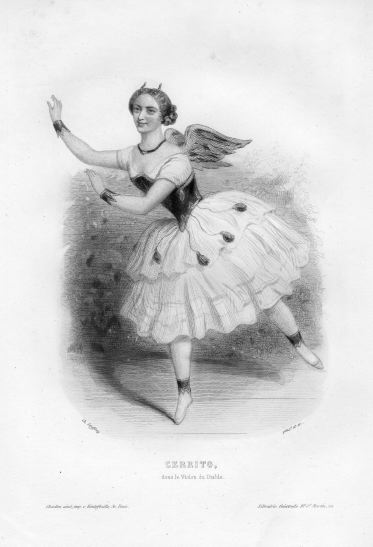
ファニー・チェッリート

ファニー・チェッリート （Fanny Cerrito, 1817年5月11日 - 1909年5月6日、ファニー・チェリートとも）は、イタリアのバレエダンサー・振付家。本名は、フランチェスカ・チェッリート (Francesca Cerrito)。

## 生涯
ナポリ生まれで、カルロ・ブラジス、振付家ジュール・ペローとアルチュール・サン＝レオンについて学んだ。サン＝レオンとは1845年に結婚し、1851年に離婚している。
チェッリートは1832年にナポリでデビューし、その後欧州各地を巡演してマリー・タリオーニ、カルロッタ・グリジ、ファニー・エルスラー、ルシル・グラーンなどと並んでロマンティック・バレエ期を代表するバレリーナの1人となり、1857年に引退した。よく知られているのは、『オンディーヌ』と『パ・ド・カトル』への出演である。
チェッリートは自らも『Rosida』（1845年）、『Gemma』（1854年）などの作品を振り付けている。

## エピソード
チェッリートは1856年、モスクワでの舞台出演時に火災に遭った。火傷や負傷は免れたが、それが引き金になって、翌年引退したという。